# 祁致中
祁致中（1913年—1939年），原名祁宝堂，报号明山。山东省曹县曹家庄人。中共党员。东北抗日联军第十一军军长。

## 生平
1933年6月，黑龙江省桦川县驼腰子金矿祁宝堂等7名矿工打死看守日军，成立东北山林义勇军“明山队”，在桦川、依兰、勃利等县进行抗日游击斗争。1935年2月，率部至汤原县，接受汤原县委领导，由夏云阶介绍入党。1935年在方正县与东北革命军第三军赵尚志、冯仲云部会师。1936年5月吉东特委指示“明山队”改编为东北抗日联军第三军独立师，发展到1500余人，担任师长。于桦川、集贤间的七星砬子山建立后方根据地。1937年11月扩编为东北抗日联军第十一军，任军长。弹药发生困难，1937年底祁致中渡过乌苏里江赴苏联求援。1939年7月，祁致中回国任东北抗日联军总司令（赵尚志）部副官长。在嘉荫县攻打乌拉嘎金矿战斗后行军路上被赵尚志处决。